# Șehr al-Djedid
Șer al-Gedid (Orașul Nou; uneori Shehr al Jedid sau Yanghi Shehr) a fost un oraș tătăresc ridicat se presupune spre sfârșitul secolului al XIII-lea pe malul stâncos al Răutului (azi în preajma localității Trebujeni, Republica Moldova), în perioada de apogeu a Hoardei de Aur.
Conform unor surse, în perioada 1363–65, Orheiul Vechi a fost reședința viitorului conducător al Hoardei, hanul Abdullah (1367–68).

## Descriere
Orașul era înconjurat din trei părți de malul stâncos, înalt al Răutului, iar în cea de-a patra spre nord-vest, era apărat de două șanțuri adânci și valuri de pământ cu palisade. Centrul orașului era ocupat de clădiri mari din piatră pentru aristocrația feudală ori alte nevoi publice. 
Cetatea orașului era dotată cu câte un bastion la fiecare colț și cu două semicoloane făcute pe partea exterioară a pereților, care alcătuieau colțul de miază-zi-asfințit al construcției. Intrarea în citadelă era prevăzută pe latura de sud a construcției, cu portalul făcut din blocuri mari de piatră legate între ele cu scoabe de fier.
În localitate au fost aduși, din Asia Mică, Crimeea și din alte centre cucerite de către tătaro-mongoli, specialiști în toate domeniile gospodăriei, aceștia refăcând „orașul” cucerit într-un centru cu aspect oriental. Cetățuia mai veche din pământ și lemn a fost nivelată, iar pe ruinele ei s-a construit o cetate nouă, din piatră.
În Șer al-Gedid erau construite clădiri timpice pentru localitățile Hoardei de Aur: o moschee, un mausoleu, caravansaraie și băi de tip oriental, ultimele, pavate cu armură și având un sistem de încălzire cu tuburi plasate sub podea prin care trecea aerul cald. Luxul locuințelor descreștea pe măsură descrește și sărăcia se afirma pe măsura îndepărtării de centrul așezărilor. În zonele periferice se aflau meseriașii, care erau cel mai des olarii, fierarii, giuvaergii, constructorii.
În interiorul citadelei orașului se afla o clădire mare, lipită de zidul de nord al construcției. Fiind orientată cu intrarea spre sud, clădirea, ca și cetățuia, avea o formă neregulată și un plan întortocheat. Peretele de răsărit al clădirii era mai scurt decât cel de asfințit. Pereții clădirii erau făcuți din cărămidă pătrată. Se întrebuința cărămida arsă la roșu și cea numai uscată la soare. Era folosit mortar din var și cărămidă pisată, ori lut obișnuit.
Clădirea avea 26 de încăperi de diferite dimensiuni, iar în centru se afla o încăpere mare cu un cavou subteran. Unele materiale ne indică faptul că încăperea centrală a clădirii era o moschee, cu subsol și patru compartimente laterale situate conform punctelor cardinale.
După ce orașul a fost eliberat de sub ocupația Hoardei de Aur, clădirea din citadelă a devenit reședința pârcălabului de Orhei. Fiind dotată cu un cerdac, intrarea în clădire a căpătat aspectul caselor băștinașilor din Moldova. Cripta a fost transformată în beci, unde se păstrau rezervele de produse alimentare. Nu este exclus ca subsolul din palatul pârcălabului să fi fost folosit și ca temniță. După refacere, în subsol se intra printr-o deschizătură făcută special în colțul de nord-est al criptei.

## „Dispariția” așezării

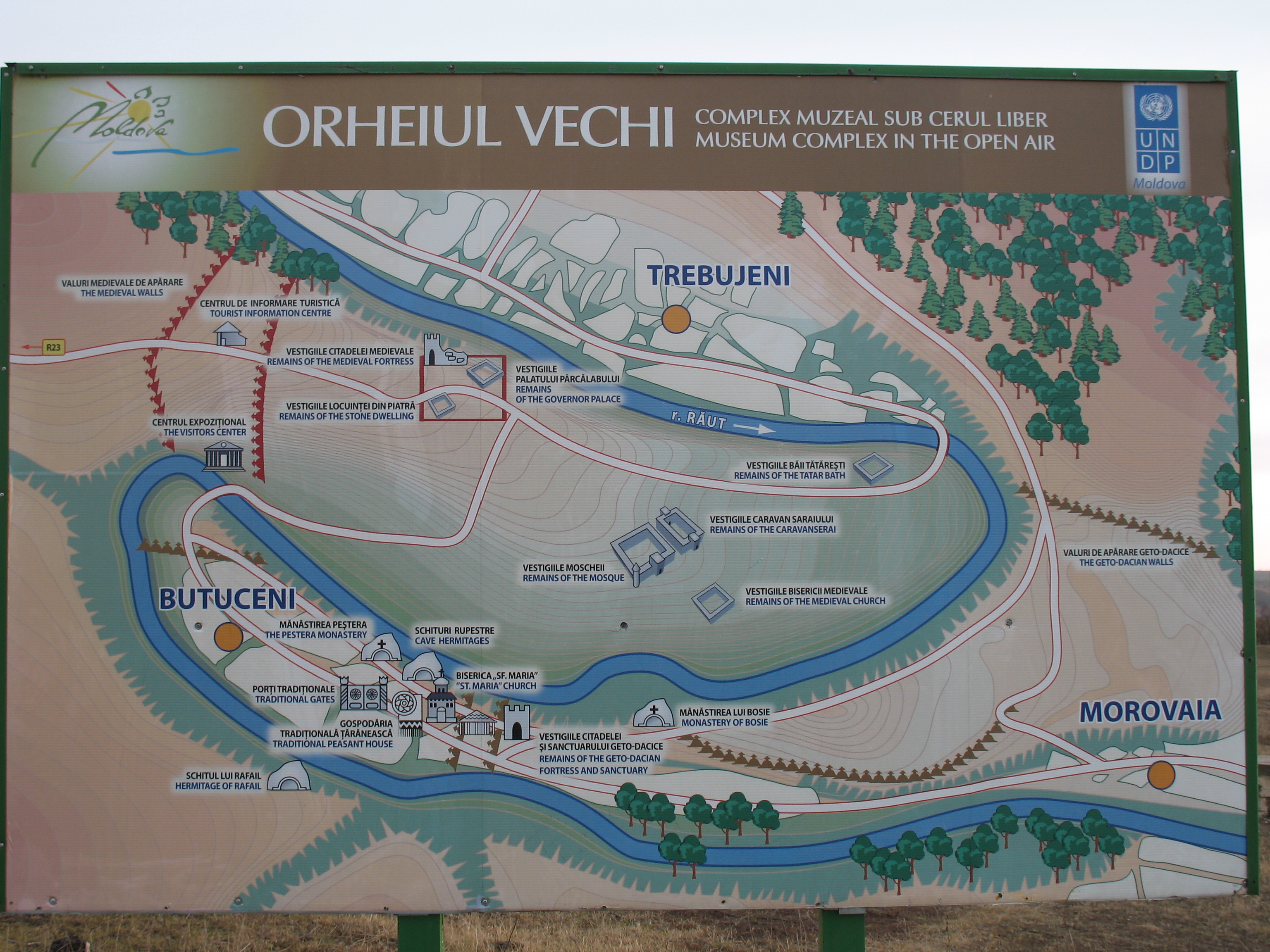
Schemă a atracțiilor turistice din Orheiul Vechi, inclusiv a ruinelor orașului amplasat în meandrul Răutului

Ca urmare a bătăliei de la Apele Albastre (1362), Hoarda fără rezerve și-a slăbit influența în regiunea pruto-nistreană, însă nu într-o măsură atât de mare încât să piardă controlul nemjlocit asupra sud-estului Moldovei. Se pare că în ultimii ani orașul era condus de un principe autonom, fapt confirmat și prin baterile de monede cu inscripția Amrallah (adică amir, emir, duce), fapt nemaiîntâlnit în restul imperiului, până atunci.
Către 1369 tătarii nu mai bat monedă aici, și nu mai joacă acea poziție importantă pe care o ocupau anterior. Conform ipotezei monedei bătute la Șer al-Gedid, reiese că în a doua jumătate a deceniului al șaptelea (anii 1376–79) orașul era independent față de hanul Hoardei de Aur, actul de nesupunere bineînțeles că deranja centrul.
După asediul comun lituaniano-tătar al Kievului (1369) se pare că au loc niște negocieri între părți. Astfel pentru a-i pedepsi pe nesupuși, hanul dă dreptul lituanienilor de a intra pe pământurile ce-i aparțineau de jure, însă nu de facto. Conform unui pasaj al lui Maciej Stryjkowski, care a călătorit prin Dobrogea în secolul al XVI-lea, acesta evidențiază faptul că tătarii de acolo spun că strămoșii lor au fost izgoniți din Podolia (se pare că întreaga regiune a Nistrului mijlociu purta numele respectiv în acea perioadă) de lituanieni.
Oricare ar fi soarta tătarilor din „Orașul Nou”, convingător este faptul că după pierderea întâietății din zonă, lituanienii, în 1363, ocupă Podolia (iar în 1369 teritoriile cuprinse între cursurile inferioare ale Nistrului, Prutului și Siretului, asupra cărora pentru scurt timp se răspândește denumirea), în persoana fraților Koriatovici, în frunte cu Iurg, și care la finele aceluiași deceniu ies la mare, de pe ambele maluri ale Nistrului.

## Consecințe
După ce orașul a fost părăsit de tătari, clădirea principă a citadelei a devenit reședința pârcălabului de Orhei. Intrarea în clădire fiind dotată cu un cerdac, a căpătat aspectul caselor băștinașilor din Moldova. Cripta a fost transformată în beci, unde se păstrau rezervele de producte alimentare. Nu este exclus, că subsolul din palatul pîrcălabului să fi fost folosit și ca temniță. Palatul pîrcălabului a ars, probabil, în anul 1510, cînd a fost incendiat orașul de către tătari.  

## Vestigii

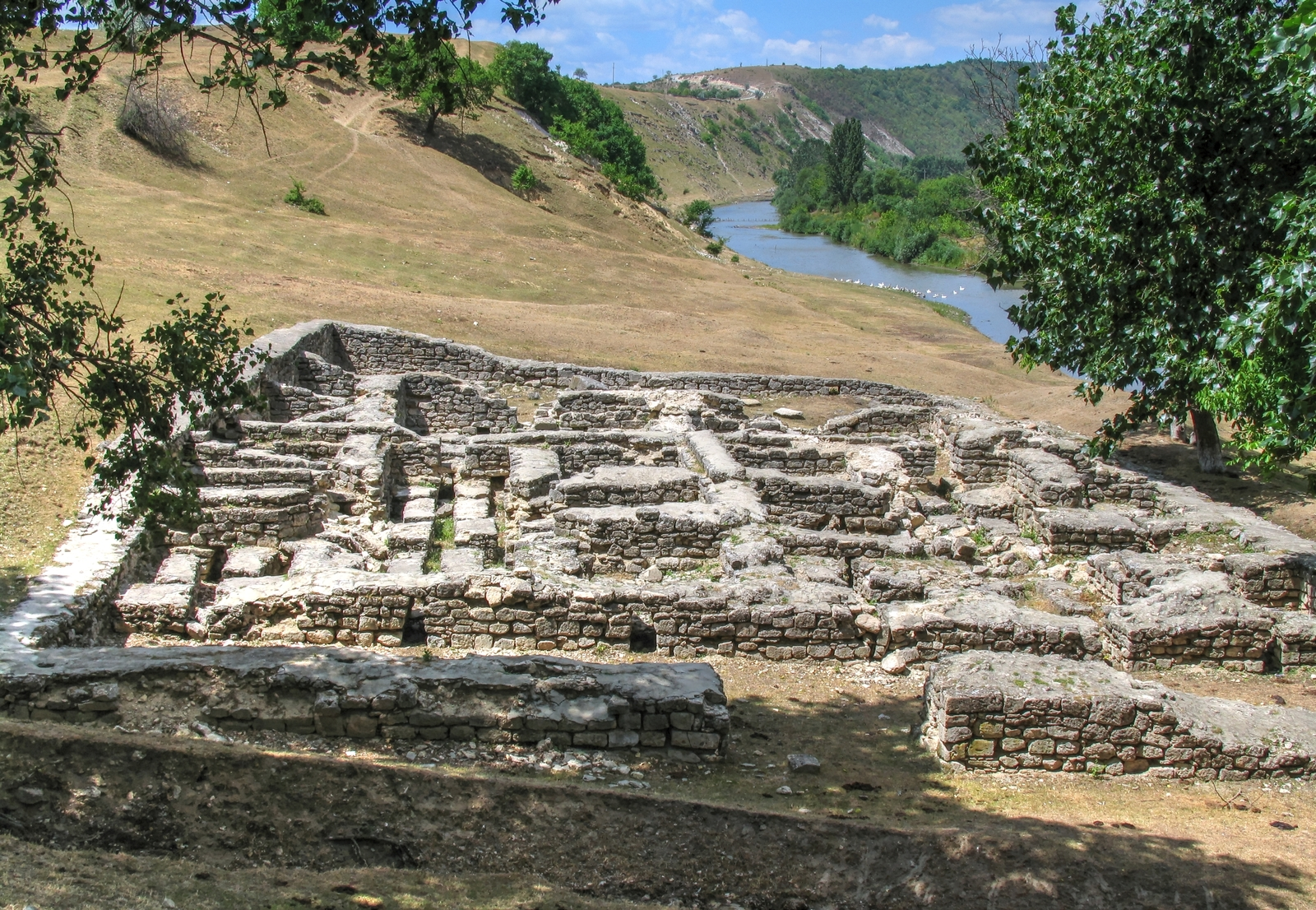
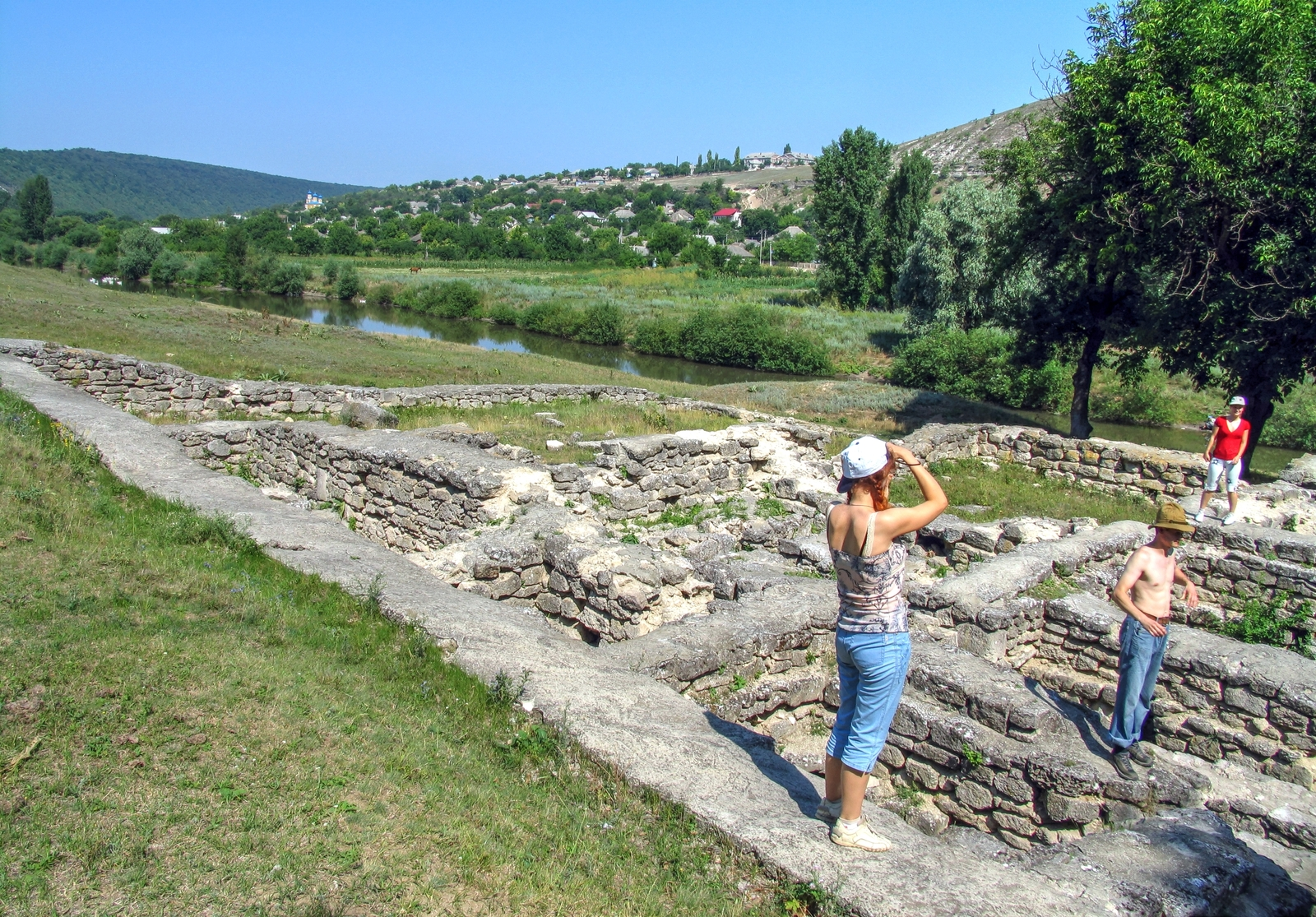
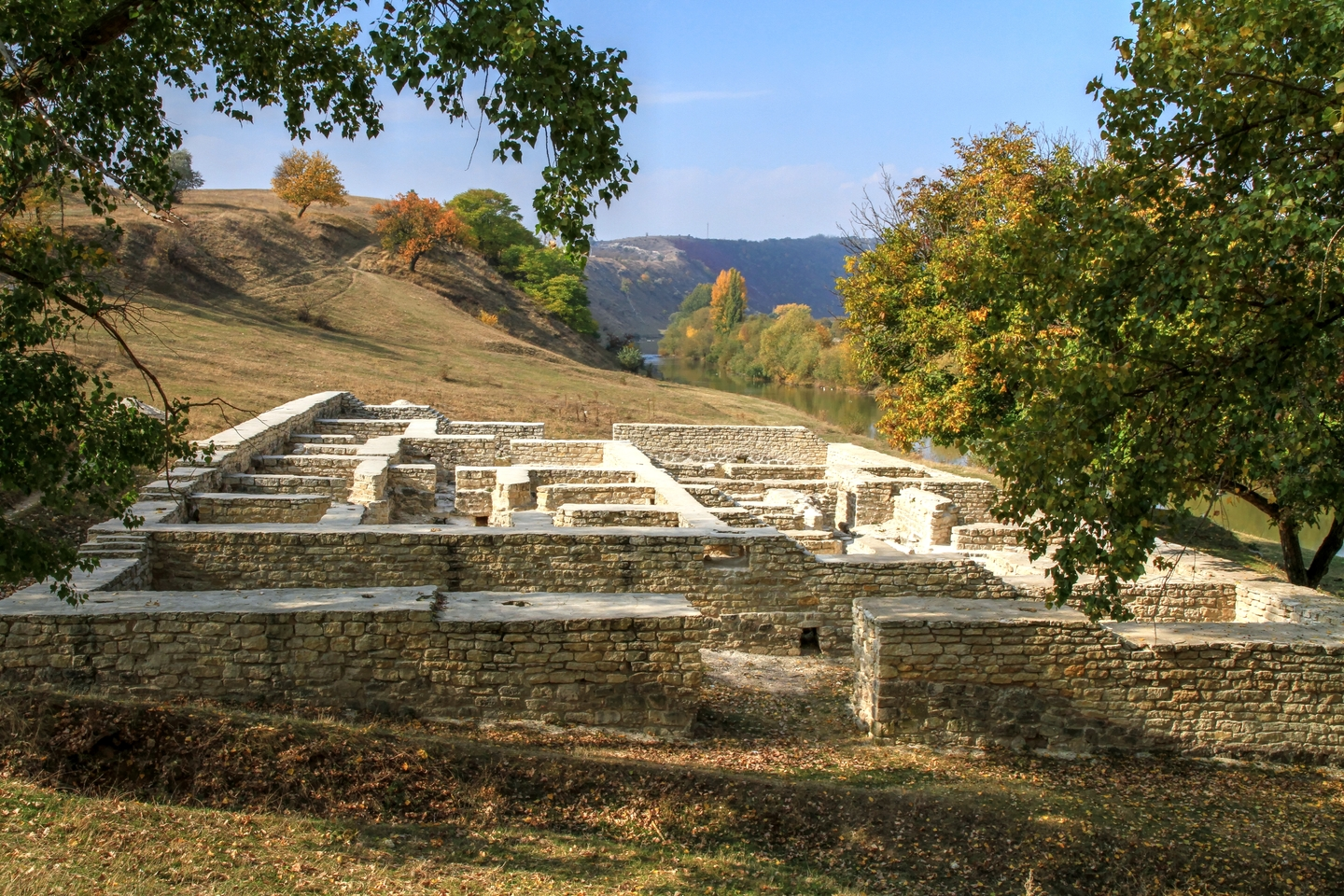
Vestigiile băilor tătăresști
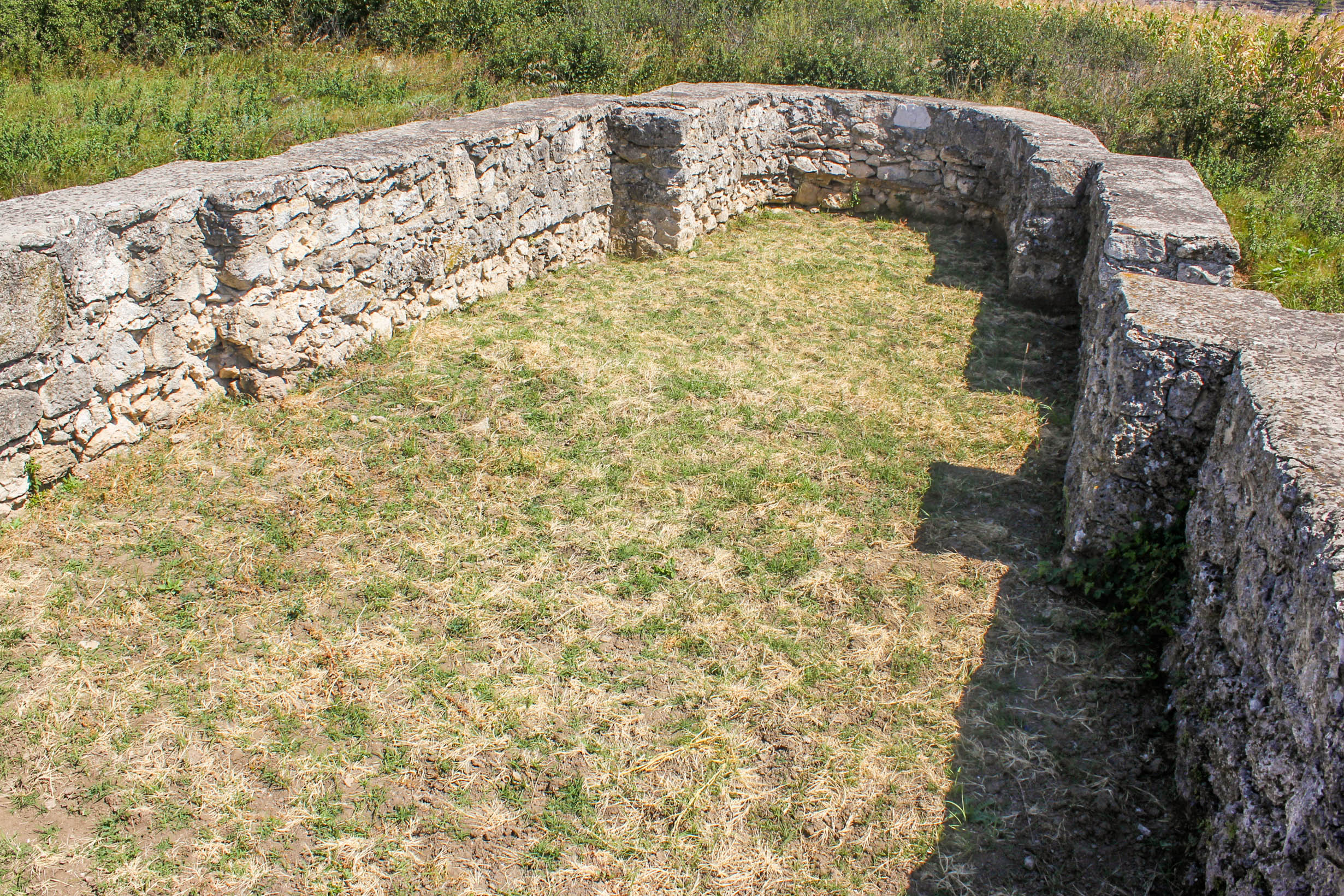
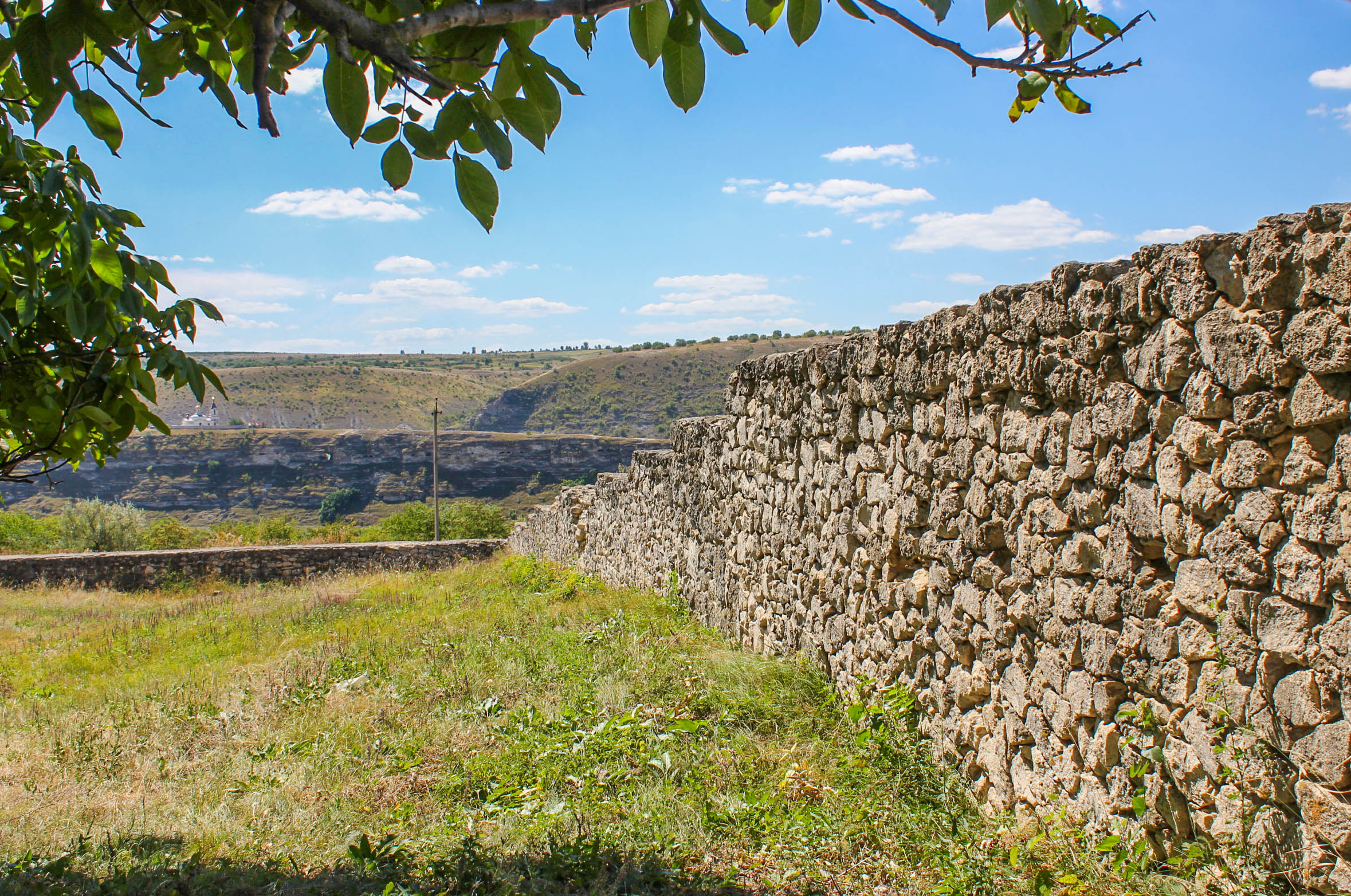

## Vezi și
- Cetatea Orhei
- Cetatea getică de la Butuceni

## Legături externe
- Orheiul Vechi - muzeu în aer liber (prezi.com)